# Сегізбаєв Султан
Султан Сегізбайович Сегізбаєв (жовтень 1899, кишлак Джагал-Байли Ташкентського повіту Сирдар'їнської області, тепер Республіка Узбекистан — розстріляний 25 лютого 1939, місто Москва, Російська Федерація) — радянський партійний діяч, 1-й секретар Північно-Казахстанського обласного комітету КП(б) Казахстану, голова Ради народних комісарів Узбецької РСР. Депутат Верховної Ради СРСР 1-го скликання (1937—1938). Заступник голови Ради Союзу Верховної Ради СРСР з 12 січня по червень 1938 року.

## Біографія
Народився в родині селянина-середняка. У 1916 році брав участь в Середньоазіатському повстанні проти царської влади. У 1917 році закінчив шість класів чоловічої гімназії в місті Ташкенті. У 1918 році вступив до комсомолу.
У 1918—1919 роках — голова Ак-Курганського волосного революційного комітету, голова Ак-Курганського волосного комітету КП(б) Туркестану; інструктор Комуністичної спілки молоді в селі Ак-Курган Ташкентського повіту.
Член РКП(б) з жовтня 1918 року.
У 1919—1920 роках — голова Ак-Курганського волосного комітету КП(б) Туркестану, голова Ак-Курганського волосного революційного комітету і керівник бойової дружини в селі Ак-Курган Ташкентського повіту.
У травні 1920 — квітні 1921 року — голова Ак-Курганського волосного комітету КП(б) Туркестану, військовий комісар районного військового комісаріату, інструктор повітового комітету КП(б) Туркестану, секретар повітового виконавчого комітету КП(б) Туркестану в місті Ташкенті. Був мобілізований до Червоної армії. У березні 1921 року брав участь в придушенні Кронштадтського антирадянського повстання.
У квітні 1921 — грудні 1922 року — керівник добровольчого загону для боротьби з басмачами, голова Джалал-Абадського районного виконавчого комітету Ферганської області, член Джалал-Абадського районного комітету КП(б) Туркестану Ферганської області, член ЦВК Туркестанської РСР, член ЦК КП(б) Туркестану, член комісії по чистці партії в місті Чимкенті.
У грудні 1922 — березні 1923 року — секретар ЦК Спілки «Кошчі», голова районного революційного комітету, командир добровольчого загону для боротьби з басмачами в Ташкенті.
У квітні 1923 — травні 1924 року — завідувач відділу агітації і пропаганди, секретар Ферганського обласного комітету КП(б) Туркестану, головний редактор обласної узбецької газети «Фергана», голова комісії по боротьбі з басмачами, член ЦВК Туркестанської РСР в Коканді.
У травні 1924 — жовтні 1925 року — інструктор ЦК КП(б) Туркестану, секретар Ташкентського повітового комітету КП(б) Туркестану, заступник завідувача відділу агітації і пропаганди ЦК КП(б) Туркестану, член ЦВК Туркестанської РСР, член Організаційного бюро ЦКК КП(б) Узбекистану в Ташкенті.
У жовтні 1925 — жовтні 1930 року — інструктор Старобільського окружного комітету КП(б) України; слухач Інституту червоної професури в Москві. Під час навчання одночасно був секретарем комітету ВКП(б) Інституту червоної професури, викладачем політичної економії Державного інституту журналістики, деканом вечірнього комуністичного університету Інституту червоної професури.
У жовтні 1930 — серпні 1931 року — директор науково-дослідного інституту бавовництва в Ташкенті.
У жовтні 1931 — грудні 1932 року — директор Середньоазіатської філії Всесоюзної академії сільськогосподарських наук імені Леніна в Ташкенті; заступник керівника бавовняно-іригаційної групи Центральної контрольної комісії ВКП(б) — Народного комісаріату робітничо-селянської інспекції СРСР у Москві.
З грудня 1932 року — заступник завідувача, у квітні 1933 — березні 1934 року — завідувач організаційно-інструкторського відділу Казакского крайового комітету ВКП(б).
У березні 1934 — березні 1937 року — завідувач сільськогосподарського відділу Казахского крайового комітету ВКП(б) у місті Алма-Аті.
3 квітня — листопад 1937 року — 1-й секретар Північно-Казахстанського обласного комітету КП(б) Казахстану. Входив до складу особливої трійки по Північно-Казахстанській області, створеної за наказом НКВС СРСР від 30 липня 1937 року.
У жовтні 1937 — 14 червня 1938 року — голова Ради народних комісарів Узбецької РСР. Входив до складу особливої трійки НКВС по Узбецькій РСР, створеної за наказом НКВС СРСР від 30 липня 1937 року, брав активну участь у сталінських репресіях.
Заарештований 15 червня 1938 року УДБ НКВС Узбецької РСР. Засуджений Особливою нарадою при НКВС СРСР в Москві 25 лютого 1939 року за статтями 58-2, 58-8, 58-11 КК РРФСР до смертної кари. Того ж дня розстріляний.
Реабілітований постановою Військової колегії Верховного суду СРСР 25 квітня 1957 року.

## Нагороди
- орден Червоного Прапора (.10.1924)